# Phigalia submarginalis
Phigalia submarginalis är en fjärilsart som beskrevs av Edward Alfred Cockayne 1953. Phigalia submarginalis ingår i släktet Phigalia och familjen mätare. Inga underarter finns listade i Catalogue of Life.